# Anemone bucharica
Anemone bucharica är en ranunkelväxtart som beskrevs av Eduard August von Regel, Achille Eugène Finet och Gagnep.. Anemone bucharica ingår i släktet sippor, och familjen ranunkelväxter. Inga underarter finns listade i Catalogue of Life.